# Cô Bà
đảo Cô Bà (tiếng Trung: 姑婆嶼; bính âm: Gūpó Yǔ; Bạch thoại tự: Ko͘-pô-sū) là một đảo ở hương Bạch Sa, huyện Bành Hồ, Đài Loan và đây cũng là đảo không có người ở lớn nhất ở biển bắc của quần đảo. Đảo chạy theo hướng bắc nam và dài khoảng một km, toàn bộ hòn đảo chủ yếu được hình thành bởi bốn khối đất liền và ba eo đất nhỏ.
Trên đảo có một "Bia kỷ niệm xác tàu đắm của Anh", và vị trí của bia là điểm cao nhất trên đảo. Nền bờ biển phía bắc bị sóng biển bào mòn nhiều năm là vùng sản xuất rong biển tự nhiên nổi tiếng với chất lượng cao, mỗi khi mùa đông đến, dân làng Xích Khám lại đưa thuyền ra thu hoạch, tạo nên khung cảnh như một phiên chợ biển sôi động.
Về nguồn gốc tên đảo Cô Bà, những người lớn tuổi địa phương nghe được từ tổ tiên của họ: một chiếc thuyền chở đầy diễn viên của đoàn kịch bị lật khi đi qua khu vực biển lân cận. Thỉnh thoảng những chiếc thuyền đánh cá đang hoạt động gần đó lại nghe thấy tiếng kêu tha lương, thời xa xưa, những cô gái chưa chồng chết được gọi là "Cô Bà", vì vậy dân làng đặt tên cho hòn đảo là "đảo Cô Bà".
Đảo Cô Bà là một nơi có nhiều rong biển hoang dã nổi tiếng ở Bành Hồ, được người dân Bành Hồ gọi là vàng đen. Phía bắc của đảo Cô Bà là một khu vực rong biển hoang dã, hoàn toàn không bị ô nhiễm. Rong biển sinh trưởng từ cuối tháng 10 đến cuối tháng 3 hàng năm, vào mùa đông gió mùa đông bắc hoạt động mạnh, sóng vỗ thúc đẩy quá trình sinh trưởng của rong biển nên mùa đông là mùa thu hoạch hay còn gọi là mùa "hái vàng đen".
Vùng biển giữa đảo Cô Bà và đảo Bạch Sa là ngư trường đánh bắt cá trổng lớn nhất, từ tháng 4 đến tháng 9 hàng năm là thời kỳ sinh sản của cá trổng ở Bành Hồ, trong đó tháng 5 là thời kỳ cá mẹ đẻ trứng, vì vậy để duy trì hệ sinh thái của cá trổng, đây là thời gian cấm đánh bắt cá trổng.